# Резолюция Совета Безопасности ООН 491
Резолюция Совета Безопасности ООН 491 — резолюция Совета Безопасности ООН, принятая 23 сентября 1981 года на 2302-м заседании Совета Безопасности ООН после рассмотрения заявки Белиза на членство в Организации Объединенных Наций, рекомендовала Генеральной Ассамблее принять Белиз в свои ряды.
Резолюция была принята голосами 15 членов Совета Безопасности.

## Текст резолюции
Резолюция № 491 от 23 сентября 1981 года
Совет Безопасности, рассмотрев заявление Белиза о приеме в Организацию Объединенных Наций, рекомендует Генеральной Ассамблее принять Белиз в члены Организации Объединенных Наций.
 Принята единогласно на 2302-м заседании.
— официальный сайт ООН

## Голосование
| За (15) | Воздержались (0) | Против (0) |
| --- | ---------------- | ---------- |
| - Великобритания - Китай - СССР - США - Франция - ГДР - Ирландия - Испания - Мексика - Нигер - Панама - Тунис - Уганда - Филиппины - Япония |                  |            |